# Melasina tanyphaea
Melasina tanyphaea är en fjärilsart som beskrevs av Edward Meyrick 1924. Melasina tanyphaea ingår i släktet Melasina och familjen säckspinnare. Inga underarter finns listade i Catalogue of Life.